# Germanwings
Germanwings – była niemiecka tania linia lotnicza należąca do grupy Lufthansy. Siedzibą linii była Kolonia, drugi węzeł znajdował się w Stuttgarcie.
Przed wybuchem pandemii COVID-19 jej samoloty latały do 39 portów lotniczych w Europie oraz w Turcji, w Polsce do Warszawy, Krakowa i Katowic. Flota liczyła 61 samolotów marki Airbus.

## Historia
W 1997 linie lotnicze Eurowings utworzyły dział tanich lotów, który w październiku 2002 stał się osobną linią lotniczą pod nazwą Germanwings. W styczniu 2009 linia stała się spółką całkowicie zależną od Lufthansy, która została właścicielem całości udziałów spółki.
W kwietniu 2020 ogłoszono plan zamknięcia linii w ramach cięć w grupie Lufthansy, w związku m.in. z wybuchem pandemii COVID-19 i spodziewanym długotrwałym spadkiem popytu na loty. 7 kwietnia zlikwidowano linie.

## Flota i załoga

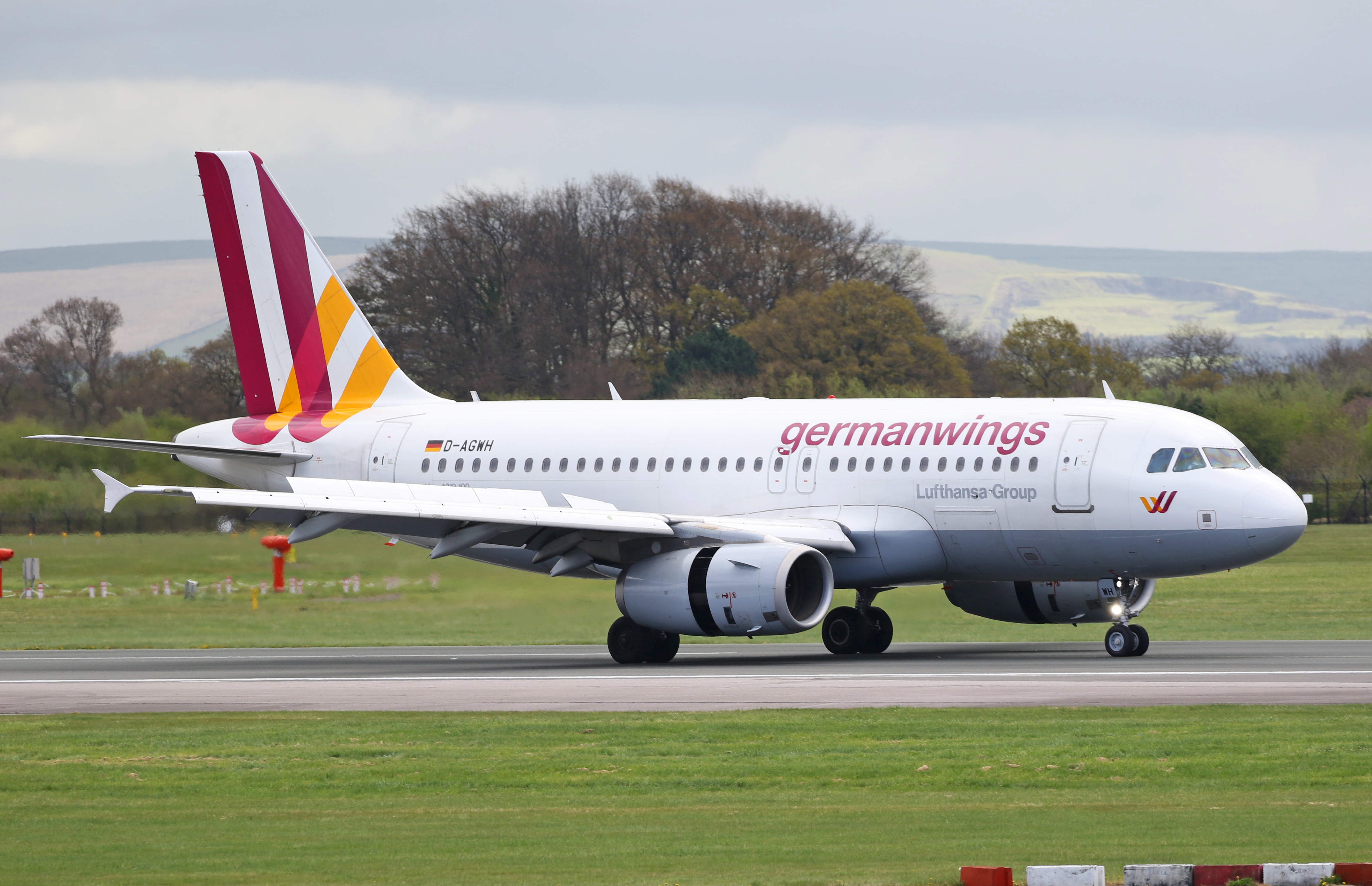
Airbus A319 w barwach Germanwings

W swojej historii przewoźnik posiadał 103 samoloty, w większości od europejskiego producenta Airbus: 50 maszyn A319 oraz 26 A320.
Germanwings w maju 2015 zatrudniał 780 pilotów i 972 stewardes i stewardów. Załogą zarządzała Lufthansa Group.

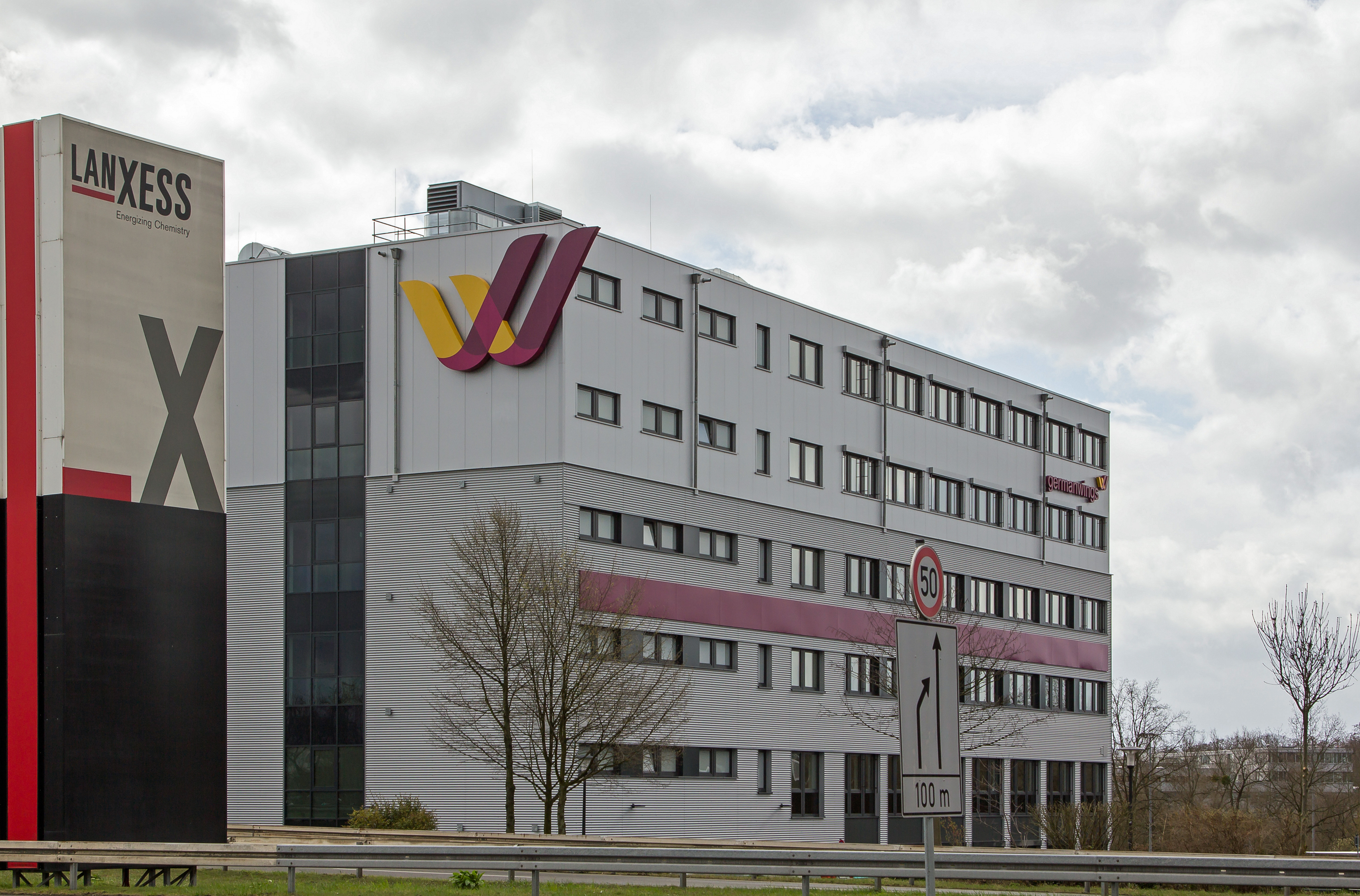
Budynek zarządu Germanwings

## Specjalne malowania
Przewoźnik posiadał 3 samoloty w malowaniach promujących Niemieckie miasta (Berlin, Hamburg, Stuttgart), a także jeden posiadający malowanie przedstawiające uśmiechniętego niedźwiedzia – „Bearbus”.

## Wypadki
24 marca 2015 samolot typu Airbus A320 linii Germanwings (lot 4U 9525), który leciał z Barcelony do Düsseldorfu, rozbił się we francuskich Alpach. Na pokładzie znajdowało się 144 pasażerów i 6 członków załogi. Wypadek spowodował drugi pilot, który po wyjściu kapitana do toalety celowo zablokował drzwi do kokpitu i rozbił samolot.